# 스즈키 가이토 (1999년)
스즈키 가이토(일본어: 鈴木 魁人, 1999년 8월 16일~)는 일본의 축구 선수이다.

## 구단 경력
그는 2022년 J2리그의 이와테 그루자 모리오카에 입단했다. 2023년 일본 지역 리그의 본즈 이치하라로 이적했다. 2024년후 현역 은퇴.